# مسجد امام علی بفروئیه
مسجد امام علی بفروئیه مربوط به دوره صفوی است و در میبد، انتهای کوچه اصلی محله پائین بفروئیه واقع شده و این اثر در تاریخ ۲ بهمن ۱۳۸۲ با شمارهٔ ثبت ۱۰۸۸۵ به‌عنوان یکی از آثار ملی ایران به ثبت رسیده است.